# Centro sperimentale di cinematografia
Le Centro sperimentale di cinematografia (Centre expérimental du cinéma) est une fondation italienne pour l'enseignement, la recherche et l'expérimentation dans le domaine du cinéma. Fondé en 1935, avec un siège principal à Rome, c'est l'une des plus anciennes écoles de cinéma au monde.
Actuellement (en 2016), le Centro sperimentale di cinematografia est une fondation qui regroupe deux institutions : la Scuola nazionale di cinema (École nationale de cinéma) et la Cineteca Nazionale (Cinémathèque nationale).

## Historique
La première idée d'une École nationale de cinéma vient du réalisateur Alessandro Blasetti, qui en 1930 avec la collaboration d'Anton Giulio Bregaglia institue un cours d'art dramatique comme section de l'Académie nationale Sainte-Cécile. En 1934, Luigi Freddi est nommé à la tête de la Direzione nazionale per la cinematografia, qui crée le Centro sperimentale di cinematografia, avec à sa tête Luigi Chiarini.
En 1935 a lieu le premier concours pour cinquante candidats avec cinq sections : art dramatique, image, son, décor et production. En 1940, est inauguré le siège définitif, via Tuscolana, en face de Cinecittà, construit en même temps. Dans les dernières années de la Seconde Guerre mondiale le Centro Sperimentale est pillé par la Wehrmacht.
Une liste des anciens élèves de cette période :
- Michelangelo Antonioni
- Dino De Laurentiis
- Pasqualino De Santis
- Gianni Di Venanzo
- Alida Valli
- Fernando Cerchio
- Giuseppe Maria Scotese
- Giuseppe De Santis
- Steno
- Arnoldo Foà
- Clara Calamai
- Pietro Germi
- Vittorio Cottafavi
- Pietro Ingrao
- Francesco Pasinetti
- Gaia Zucchi

Parmi les enseignants : 
- Alessandro Blasetti
- Rudolf Arnheim
- Pietro Sharoff

## De l'après-guerreà1968
Le Centro sperimentale est, historiquement, la quatrième école de cinéma au monde, après le VGIK de Moscou (1919), l’École nationale supérieure Louis-Lumière (1926) de Paris et la USC School of Cinematic Arts (1929) de Los Angeles et accueille de nombreux candidats. Gabriel García Márquez et Fernando Birri, après leur diplôme au Centro sperimentale fondent l'école de cinéma de Cuba.
Les élèves de cette période :
- Gabriel García Márquez
- Marco Bellocchio
- Vittorio Storaro
- Néstor Almendros
- Claudia Cardinale
- Tonino Valerii
- Liliana Cavani
- Francesco Maselli
- Giuseppe Lanci
- Rosalba Neri
- Raffaella Carrà
- Olga Bianchi
- Gianfranco Mingozzi
- Domenico Modugno
- Mirella Pompili
- Graziella Polesinanti
- Kristaq Antoniu
- Rik Battaglia
- Roberto Faenza.

Les enseignants : 
- Michelangelo Antonioni
- Alessandro Blasetti
- Andrea Camilleri
- Luigi Comencini
- Nanni Loy.

## De 1968 à 1974
En 1968 pendant la contestation qui touche tout système du cinéma italien, Roberto Rossellini est nommé commissaire extraordinaire du CSC. Sa gestion, dirigé vers les techniques multimedia et  la télévision, rencontre des difficultés à cause du difficile climat de contestation étudiante.
Parmi les élèves de cette période on trouve Roberto Faenza et Carlo Verdone et parmi les enseignants Vittorio Storaro, Carlo Lizzani, Ennio Guarnieri et Furio Scarpelli.
Jusqu'en 1975 le sigle CSC se trouve dans beaucoup de films italiens à côté des noms des acteurs ou des composants de l'équipe technique. En effet, une loi de 1965 obligeait les films qui voulaient accéder aux avantages dont jouissaient les films italiens, à inclure dans l'équipe au moins deux diplômés du CSC. En 1975, cette loi a été supprimée.

## Des années 1980 à nos jours
En 1982, est institué un conseil d'administration. En 1997, le Centro Sperimentale devient une fondation dont le président est nommé par le Parlement.
Actuellement, la fondation Centro sperimentale di cinematografia regroupe deux institutions : l'École nationale de cinéma et la Cinémathèque nationale.
Le cursus principal s'organise entre huit départements (réalisation, scénario, production, photographie (image), récitation, décor/costume, technique du son, et montage) et accueille environ entre six et huit élèves par département (sauf récitation qui accueille huit hommes et huit femmes). Tous les cours sont de durée triennale, sauf ceux de scénario et de technique du son qui sont biennales.
Le concours d'admission se déroule à travers trois étapes : une première sélection s'effectue sur les dossier envoyés (différents pour chaque cours), puis, après une épreuve écrite et un examen oral, les candidats sont admis à un stage d'essai d'un mois près l'École en numéro double des places disponibles.
Entre les enseignants actuels, on trouve Giancarlo Giannini, Giuseppe Rotunno, Piero Tosi, Roberto Perpignani, Daniele Luchetti, Paolo Sorrentino et Gianni Amelio.
En 2004, ont été institués les sièges détachés de Turin (secteur animation) et de Milan (télévision), et en 2008 le siège de Palerme (documentaire).

## Autres anciens élèves des années 1980 jusqu'à présent
- Alba Rohrwacher
- Francesca Archibugi
- Stefano Missio
- Gabriele Muccino
- Francesca Neri
- Stefania Rocca
- Riccardo Scamarcio
- Susanna Tamaro
- Roberta Torre
- Paolo Virzì